# 王香亭
王香亭（1922年—1999年），男，陕西三原县人，中国动物学家、鱼类学家，兰州大学教授，曾任兰州大学动物学教研室主任、甘肃省人民政府参事室参事、中国水产学会副理事长、中国鸟类学会理事等职。主持和参与完成科研项目10余项，在鱼类和鸟类学研究等方面著有50多篇颇有影响的论文和10余部专著。

## 主要学术著作
- 《甘肃脊椎动物志》，王香亭主编，甘肃科学技术出版社，1991年，ISBN 9787542402967
- 《宁夏脊椎动物志》 （页面存档备份，存于），王香亭主编，宁夏人民出版社，1990年，ISBN 9787227005254
- 《甘肃兴隆山国家级自然保护区资源本底调查研究》，王香亭著，甘肃民族出版社，1996年，ISBN 9787542104496 [2]